# Championnat du Chili de football 1990
Navigation
Saison précédente Saison suivante
La saison 1990 du Championnat du Chili de football est la cinquante-huitième édition du championnat de première division au Chili. Les seize meilleurs clubs du pays sont regroupés au sein d'une poule unique où ils s'affrontent deux fois au cours de la saison, à domicile et à l'extérieur. À la fin du championnat, les deux derniers du classement sont relégués et remplacés par les deux meilleurs clubs de Segunda División, la deuxième division chilienne tandis que les 13e et 14e doivent passer par le barrage de promotion-relégation.
C'est le club de Colo Colo, tenant du titre, qui remporte à nouveau le championnat cette saison après avoir terminé en tête du classement final, avec huit points d'avance sur le CD Universidad Católica et neuf sur l'Unión Española. C'est le dix-septième titre de champion du Chili de l'histoire du club, qui réussit un nouveau doublé après son succès en Copa Chile. C'est la première fois depuis le CF Universidad de Chile en 1964-1965 qu'un club conserve son titre de champion.

## Les clubs participants
| - Colo Colo - CD Universidad Católica - CF Universidad de Chile - Promu de Segunda División - Unión Española - Club de Deportes Iquique - Deportes Naval de Talcahuano - Club de Deportes Cobreloa - CD Arturo Fernandez Vial | - CD Everton de Viña del Mar - Club de Deportes Cobresal - Club Deportivo O'Higgins - Deportes La Serena - Club Deportivo Palestino - Promu de Segunda División - Santiago Wanderers - Promu de Segunda División - Club Deportes Concepción - Club Deportivo Huachipato |

## Compétition
Le barème utilisé pour établir le classement est le suivant :
- Victoire : 2 points
- Match nul : 1 point
- Défaite : 0 point

### Classement
| Rang | Équipe                       | Pts | J  | G  | N  | P  | Bp | Bc | Diff |
| ---- | ---------------------------- | --- | -- | -- | -- | -- | -- | -- | ---- |
| 1    | Colo ColoT C +2              | 46  | 30 | 17 | 10 | 3  | 60 | 22 | +38  |
| 2    | CD Universidad Católica +1   | 38  | 30 | 13 | 11 | 6  | 64 | 41 | +23  |
| 3    | Unión Española +1            | 37  | 30 | 13 | 10 | 7  | 60 | 37 | +23  |
| 4    | Club Deportivo O'Higgins +1  | 35  | 30 | 15 | 4  | 11 | 52 | 45 | +7   |
| 5    | Club Deportivo PalestinoP    | 33  | 30 | 12 | 9  | 9  | 52 | 45 | +7   |
| 6    | Deportes Concepción          | 33  | 30 | 12 | 9  | 9  | 41 | 45 | -4   |
| 7    | Club de Deportes Cobreloa    | 31  | 30 | 11 | 9  | 10 | 44 | 42 | +2   |
| 8    | Deportes La Serena           | 30  | 30 | 9  | 12 | 9  | 44 | 41 | +3   |
| 9    | Club de Deportes Cobresal    | 29  | 30 | 9  | 11 | 10 | 34 | 38 | -4   |
| 10   | CD Arturo Fernandez Vial     | 27  | 30 | 7  | 13 | 10 | 29 | 49 | -20  |
| 11   | CF Universidad de ChileP     | 26  | 30 | 7  | 12 | 11 | 37 | 39 | -2   |
| 12   | Santiago WanderersP          | 26  | 30 | 7  | 12 | 11 | 39 | 53 | -14  |
| 13   | Deportes Naval de Talcahuano | 25  | 30 | 8  | 9  | 13 | 32 | 47 | -15  |
| 14   | CD Everton de Viña del Mar   | 24  | 30 | 7  | 10 | 13 | 30 | 42 | -12  |
| 15   | Club de Deportes Iquique     | 24  | 30 | 9  | 6  | 15 | 43 | 56 | -13  |
| 16   | Club Deportivo Huachipato    | 21  | 30 | 3  | 15 | 12 | 24 | 43 | -19  |

|  | Qualification pour la Copa Libertadores 1991                                     |
|  | Qualification pour la Liguilla pré-Libertadores                                  |
|  | Participation au barrage de promotion-relégation                                 |
|  | Relégation directe en Segunda Division                                           |
|  | T : Tenant du titre C : Vainqueur de la Copa Chile P : Promu de Segunda Division |

- Les résultats en Copa Chile donnent lieu à une bonification en championnat : le vainqueur obtient deux points de bonus, les trois autres demi-finalistes ont un point.

### Liguilla pré-Libertadores
La Liguilla reprend un format championnat cette saison après le format coupe utilisé lors des dernières saisons.
| Rang | Équipe                   | Pts | J | G | N | P | Bp | Bc | Diff |
| ---- | ------------------------ | --- | - | - | - | - | -- | -- | ---- |
| 1    | Club Deportes Concepción | 4   | 3 | 2 | 0 | 1 | 5  | 4  | +1   |
| 2    | CD Universidad Católica  | 3   | 3 | 1 | 1 | 1 | 6  | 5  | +1   |
| 3    | Club Deportivo O'Higgins | 3   | 3 | 1 | 1 | 1 | 3  | 5  | -2   |
| 4    | Unión Española           | 2   | 3 | 1 | 0 | 2 | 3  | 3  | 0    |

|  | Qualification pour la Copa Libertadores 1991 |

### Barrage de promotion-relégation
Les 13e et 14e du classement affrontent en barrage les deuxièmes des deux poules géographiques de Segunda División. Seul le CD Everton de Viña del Mar parvient à se maintenir en compagnie du Club de Deportes Antofagasta, club de D2 qui est donc promu. Le Deportes Naval de Talcahuano est quant à lui relégué.

## Bilan de la saison
| Championnat du Chili de football 1990 |                                                                                 |
| Champion                              | Colo Colo (17e titre)                                                           |
| Coupes et trophées                    |                                                                                 |
| Vainqueur de la Coupe du Chili 1990   | Colo Colo                                                                       |
| Qualifications continentales          |                                                                                 |
| Copa Libertadores 1991                | Colo Colo                                                                       |
| Copa Libertadores 1991                | Club Deportes Concepción                                                        |
| Promotions et relégations             |                                                                                 |
| Promus en Primera División            | CD Coquimbo Unido Club de Deportes Antofagasta Provincial Osorno                |
| Relégués en Segunda División          | Deportes Naval de Talcahuano Club de Deportes Iquique Club Deportivo Huachipato |